# Шрадер, Хильдегард
Хильдегад Шрадер (нем. Hildegard Schrader, 4 января 1910 — 23 марта 1966) — германская пловчиха, чемпионка Европы и Олимпийских игр.
Родилась в 1910 году в Штасфурте. В 1927 году стала чемпионкой Европы. В 1928 году завоевала золотую медаль Олимпийских игр в Амстердаме.
В 1994 году была включена в Международный зал славы плавания.